# Tatsuki Seko
Tatsuki Seko (jap. 瀬古 樹, Seko Tatsuki; * 22. Dezember 1997 in der Präfektur Tokio) ist ein japanischer Fußballspieler. 

## Karriere
Tatsuki Seko erlernte das Fußballspielen in der Jugendmannschaft von Mitsubishi Yowa sowie in der Universitätsmannschaft der Meiji-Universität. Von der Universität wurde er von August 2019 bis Januar 2020 an den Zweitligisten Yokohama FC ausgeliehen. Mit dem Verein aus Yokohama wurde er Vizemeister der J2 League und stieg in die erste Liga auf. Anfang 2020 wurde er nach der Ausleihe vom Yokohama FC fest verpflichtet. Sein Ligadebüt gab er am 23. Februar 2020 beim Auswärtsspiel bei Vissel Kōbe. Am Ende der Saison 2021 belegte er mit dem Verein den letzten Tabellenplatz und musste somit in die zweite Liga absteigen. Für Yokohama bestritt er 66 Ligaspiele. Nach dem Abstieg verließ er den Verein und schloss sich dem Erstligisten Kawasaki Frontale aus Kawasaki an. Am 9. Dezember 2023 stand er mit Frontale im Finale des japanischen Pokals. Hier besiegte man Kashiwa Reysol mit 8:7 im Elfmeterschießen. Am 17. Februar 2024 gewann der mit Frontale den Supercup. Das Spiel gegen den Meister Vissel Kōbe wurde mit 1:0 gewonnen.

## Erfolge
Yokohama FC
- Japanischer Zweitligavizemeister: 2019  ▲

Kawasaki Frontale
- Japanischer Pokalsieger: 2023
- Japanischer Supercup-Sieger: 2024